# Tauleta d'argila

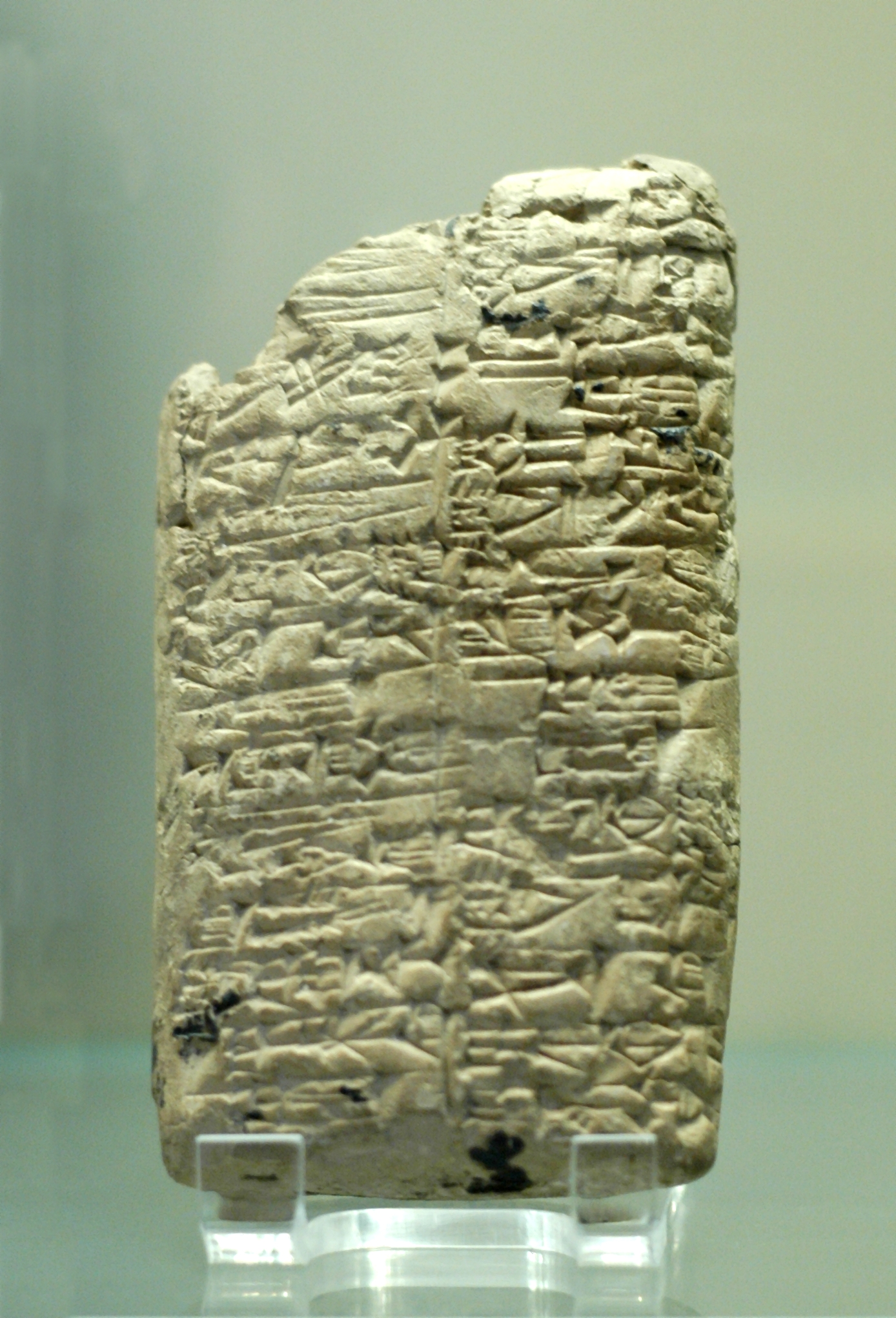
Llista de les victòries del rei Rimuix d'Accad en una tauleta d'argila.

Les tauletes d'argila en l'antic Pròxim Orient (en idioma accadi: ṭuppu(m)) es varen fer servir com a suport per a l'escriptura especialment del tipus cuneiforme, des de l'edat del bronze i ben entrada l'edat de ferro.
Els caràcters cuneïformes s'escrivien a les tauletes d'argila encara toves amb un punxó (en llatí: stylus), sovint fet de la tija de plantes de la família ciperàcia, que abundaven a la zona. Un cop s'havia escrit sobre les tauletes d'argila, moltes d'aquestes s'assecaven al sol o a l'aire i quedaven fràgils. Més tard, aquestes tauletes que no s'havien cuit al foc es remullaven amb aigua i, d'aquesta manera, es reciclaven i se'n podia tornar a escriure a sobre. Altres tauletes, un cop escrites, es posaven a la graella en un kennal o eren cuites en un forn (o, inadvertidament, quan els edificis es cremaven de manera accidental o com a resultat d'incendis intencionats durant les guerres) es feien més dures i duradores. Les col·leccions d'aquest tipus de tauletes d'argila van ser els primers arxius coneguts i l'arrel de les primeres biblioteques. S'han trobat desenes de milers de tauletes escrites, incloent-hi molts fragments a l'Orient Mitjà.
En la civilització minoica/micènica, l'escriptura només s'ha comprovat que es feia servir per a la comptabilitat. Es feien servir per a etiquetes i marques i en els primers resums. En la civilització minoica i micènica, mai no passaven per una cocció les tauletes deliberadament i en principi sempre es reciclaven, però algunes tauletes van passar per incendis accidentals allà on s'havien emmagatzemat, i d'aquesta manera, cuites pel foc, s'han pogut conservar. La resta de tauletes sense passar pel foc són extremadament fràgils i, fins i tot, alguns investigadors han plantejat de coure-les ara per tal de conservar-les.

## Protoescriptura
Les tauletes de Tartària, datades amb el radiocarboni, de la de la cultura de Vinča, potser representen la forma d'escriptura més antiga (abans del 4000 aC fins i tot del 5500 aC), però aquest fet està en debat científic.

## Tauleta de Kuixim
En taules d'argila sumèria apareix el que pot ser el primer nom conegut de persona de la història, Kuixim, una mena de comptable que firma la recepció de cereals en un total de 18 tauletes, 3.300 anys abans de Crist.